# Utugwang-irungene-afrike
L'utugwang-irungene-afrike (o putukwam) és una llengua que es parla al sud-est de Nigèria. Es parla a les LGAs d'Obudu, d'Ogoja i de Bekwarra, a l'estat de Cross River.
L'utugwang és una llengua de la família lingüística de les llengües bendi, que formen part de les llengües del riu Cross. Les altres llengües que formen part de la seva família lingüística són l'alege, el bekwarra, el bete-bendi, el bokyi, l'ubang i l'ukpe-bayobiri, totes elles de Nigèria.

## Dialectologia
Els dialectes de l'utugwang-irungene-afrike són: l'afrike, l'irungene, l'mgbenege, l'okworogung, l'ukwortung i l'utugwang. Tots els dialectes són intel·ligibles entre si.

## Ús de la llengua
L'utugwang gaudeix d'un ús vigorós (6a). Tot i que no té una forma estandarditzada, té parlants de totes les edats. Gaudeix d'actituds positives i els seus parlants també parlen pidgin, anglès, bekwarra i altres llengües de la zona.

## Població i religió
El 90% dels parlants d'utugwang són cristians. D'aquests el 40% pertanyen a esglésies independents, el 30% són protestants i el 30% són catòlics. El 10% restant creuen en religions tradicionals africanes.